# Ricardo Cruz Verde
Ricardo Cruz Verde ist ein ehemaliger mexikanischer Fußballspieler, der zu Beginn seiner Laufbahn vorwiegend als Stürmer agierte und später auch im Mittelfeld eingesetzt wurde.

## Leben
Cruz Verde begann seine aktive Laufbahn beim Club Deportivo Guadalajara, mit dem er in der Saison 1986/87 die mexikanische Fußballmeisterschaft gewann und den insgesamt neunten Meistertitel des Club Deportivo Guadalajara erzielte. Während er in der Meistersaison 1986/87 nur zu vier Einsätzen kam (und dabei ein Tor erzielte), steigerte er sich in den folgenden beiden Spielzeiten auf sieben Einsätze (kein Tor) in der Saison 1987/88 bzw. zehn Einsätze (drei Tore) in der Saison 1988/89.
1989 wechselte er zu Santos Laguna, wo er sich jedoch nicht durchsetzen konnte. Nach der Saison 1989/90 kehrte er kurzzeitig zum CD Guadalajara zurück, bei dem er jedoch ebenfalls nicht mehr Fuß fassen konnte. Daher wechselte er bald darauf zum CD Irapuato, mit dem er am Ende der Saison 1990/91 in die zweitklassige Segunda División abstieg. Weil er nicht in der zweiten Liga spielen wollte, verließ er die Freseros wieder. Nachdem er keinen Erstligavertrag erhalten hatte, unterschrieb Cruz Verde beim Zweitligisten CF Pachuca, bei dem er die Saison 1991/92 verbrachte, an deren Ende den Tuzos nach beinahe 20-jähriger Abstinenz die Rückkehr in die höchste Spielklasse gelang. Später spielte Cruz Verde unter anderem noch beim Querétaro Fútbol Club.